# Litchfield (Maine)
Litchfield ist eine Town im Kennebec County des Bundesstaates Maine in den Vereinigten Staaten. Im Jahr 2020 lebten dort 3586 Einwohner in 1881 Haushalten auf einer Fläche von 102,72 km².

## Geografie
Nach dem United States Census Bureau hat Litchfield eine Gesamtfläche von 102,72 km², von denen 96,97 km² Land sind und 5,75 km² aus Gewässern bestehen.

### Geografische Lage
Litchfield ist die südlichste Town des Kennebec Countys und grenzt im Südosten an das Sagadahoc County und im Südwesten an das Androscoggin County. Im Osten wird das Gebiet der Town durch den Cobbosseecontee Stream begrenzt, der auf einer Teilstrecke den Pleasant Pond bildet. Er mündet in den Kennebec River. Im Norden grenzt der Cobbosseecontee Lake an und im Westen der Woodbury Pond und der Sand Pond. Die Oberfläche ist hügelig, die höchste Erhebung ist der 207 m hohe Danforth Hill.

### Nachbargemeinden
Alle Entfernungen sind als Luftlinien zwischen den offiziellen Koordinaten der Orte aus der Volkszählung 2010 angegeben.
- Norden: West Gardiner, 6,9 km
- Nordosten: Gardiner, 15,7 km
- Osten: Richmond, Sagadahoc County, 11,9 km
- Südosten: Bowdoinham, Sagadahoc County, 9,2 km
- Süden: Bowdoin, Sagadahoc County, 6,1 km
- Südwesten: Sabattus, Androscoggin County, 15,9 km
- Westen: Wales, Androscoggin County, 12,7 km
- Nordwesten: Monmouth, 9,2 km

### Stadtgliederung
In Litchfield gibt es mehrere Siedlungsgebiete: Batchelders Crossing, Litchfield (ehemals Purgatory Mills), Litchfield Corners, Litchfield Plains, Ring Hill und South Litchfield.

### Klima
Die mittlere Durchschnittstemperatur in Litchfield liegt zwischen −7,2 °C (19 °Fahrenheit) im Januar und 20,6 °C (69 °Fahrenheit) im Juli. Damit ist der Ort gegenüber dem langjährigen Mittel der USA um etwa 6 Grad kühler. Die Schneefälle zwischen Oktober und Mai liegen mit bis zu zweieinhalb Metern mehr als doppelt so hoch wie die mittlere Schneehöhe in den USA; die tägliche Sonnenscheindauer liegt am unteren Rand des Wertespektrums der USA.

## Geschichte
Litchfield wurde zunächst im Jahr 1793 als Smithfield Plantation organisiert. Der Name geht auf zwei Brüder namens Smith zurück, die zu den ersten Siedlern in diesem Gebiet gehörten. Die frühen Siedler bekamen den Land-grant von der Plymouth Company. Als Town wurde Litchfield am 18. Februar 1798 unter dem Namen Litchfield organisiert.
Im Jahr 1811 wurde ein Teil des Gebietes an das Lincoln County abgegeben, 1817 an Bowdoinham, im Jahr 1827 und 1856 an Wales, 1856 an West Gardiner und 1867 an Webster, dem heutigen Sabattus.
Die Litchfield Academy wurde im Jahr 1840 als Privatschule im Congregational Meetinghouse gegründet. Mit einem Zuschuss durch den Bundesstaat Maine im Jahr 1849 errichtete die Akademie ein eigenes Schulgebäude, das bis heute erhalten ist. Nachdem die Schülerzahlen zurückgingen, wurde die Schule im Jahr 1960 geschlossen. Sie dient heute als Gemeindezentrum.
In Litchfield befinden sich Lagerstätten des seltenen Minerals Cancrinit.

### Einwohnerentwicklung
| Volkszählungsergebnisse – Town of Litchfield, Maine | Volkszählungsergebnisse – Town of Litchfield, Maine | Volkszählungsergebnisse – Town of Litchfield, Maine | Volkszählungsergebnisse – Town of Litchfield, Maine | Volkszählungsergebnisse – Town of Litchfield, Maine | Volkszählungsergebnisse – Town of Litchfield, Maine | Volkszählungsergebnisse – Town of Litchfield, Maine | Volkszählungsergebnisse – Town of Litchfield, Maine | Volkszählungsergebnisse – Town of Litchfield, Maine | Volkszählungsergebnisse – Town of Litchfield, Maine | Volkszählungsergebnisse – Town of Litchfield, Maine |
| Jahr                                                | 1800                                                | 1810                                                | 1820                                                | 1830                                                | 1840                                                | 1850                                                | 1860                                                | 1870                                                | 1880                                                | 1890                                                |
| --------------------------------------------------- | --------------------------------------------------- | --------------------------------------------------- | --------------------------------------------------- | --------------------------------------------------- | --------------------------------------------------- | --------------------------------------------------- | --------------------------------------------------- | --------------------------------------------------- | --------------------------------------------------- | --------------------------------------------------- |
| Einwohner                                           | 1044                                                | 1847                                                | 2120                                                | 2308                                                | 2293                                                | 2100                                                | 1702                                                | 1506                                                | 1310                                                | 1126                                                |
| Jahr                                                | 1900                                                | 1910                                                | 1920                                                | 1930                                                | 1940                                                | 1950                                                | 1960                                                | 1970                                                | 1980                                                | 1990                                                |
| Einwohner                                           | 1057                                                | 964                                                 | 815                                                 | 773                                                 | 722                                                 | 953                                                 | 1011                                                | 1222                                                | 1954                                                | 2650                                                |
| Jahr                                                | 2000                                                | 2010                                                | 2020                                                | 2030                                                | 2040                                                | 2050                                                | 2060                                                | 2070                                                | 2080                                                | 2090                                                |
| Einwohner                                           | 3110                                                | 3624                                                | 3586                                                |                                                     |                                                     |                                                     |                                                     |                                                     |                                                     |                                                     |

## Wirtschaft und Infrastruktur

### Verkehr
Die Interstate 95 der Maine Turnpike verläuft in nordsüdlicher Richtung durch Litchfield und verbindet Litchfield mit Augusta im Norden und Portland im Süden. Die Maine State Route 197 verläuft im Süden von Litchfield in ostwestlicher Richtung. Die Maine State Route 129 verläuft im Norden, ebenfalls in ostwestlicher Richtung.

### Öffentliche Einrichtungen
Es gibt keine medizinischen Einrichtungen oder Krankenhäuser in Litchfield. Die nächstgelegenen befinden sich in Gardina, Whinthrop und Augusta.
In Litchfield gibt es keine öffentliche Bücherei. Die nächstgelegenen befinden sich in Monmouth, Gardiner und Richmond.

### Bildung
Gemeinsam mit Sabattus und Wales gehört Litchfield zur Regional School Unit #4. Im Schulbezirk werden den Schulkindern mehrere Schulen angeboten:
- Oak Hill High School Schulklassen 9–12, in Wales
- Oak Hill Middle School Schulklassen 6–8, in Sabattus
- Carrie Ricker School Schulklassen 3–5, in Litchfield
- Sabattus Primary School Schulklassen PK-2, in Sabattus
- Libby Tozier School Schulklassen PK-2, in Litchfield

## Persönlichkeiten

### Söhne und Töchter der Stadt
- Henry I. Emerson (1871–1953), Politiker

### Persönlichkeiten, die vor Ort gewirkt haben
- Oramandal Smith (1832–1915), Politiker, Secretary of State von Maine und Maine State Treasurer